# 奥井一満

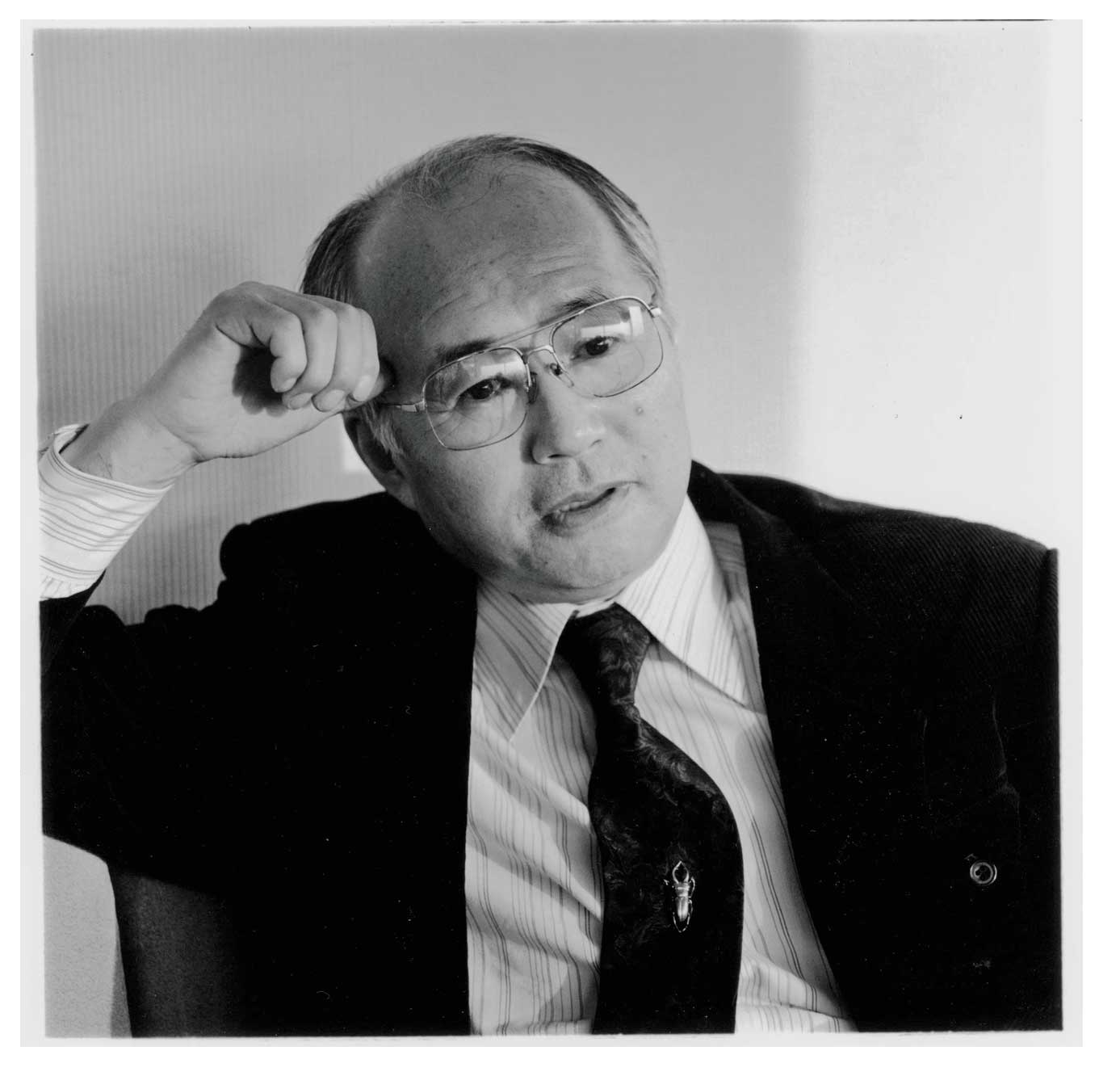
奥井 一満

奥井 一満（おくい かずみつ、1933年（昭和8年）7月8日 - 2004年（平成16年）2月11日）は、日本の評論家。学位は、農学博士。北里大学名誉教授。専門は、動物行動学・昆虫学・博物学。群馬県太田市出生、神奈川県鎌倉市出身。

## 経歴
- 1933年（昭和8年）父 中島飛行機製作所飛行機技師・奥井定次郎、母・ムメ吉の長男として群馬県新田郡太田町（現太田市）において出生。
- 1939年（昭和14年）父の中島飛行機退社・独立に伴い神奈川県鎌倉市扇ヶ谷に転居。鎌倉聖母幼稚園に入園。
- 1940年（昭和15年）4月神奈川県立鎌倉師範学校付属小学校（神奈川県師範学校男子部付属国民学校と改名、敗戦後国民学校から小学校に戻る。現在は横浜国立大学教育学部附属鎌倉小学校）に入学。
- 1949年（昭和21年）神奈川県立湘南中学校入学。
- 1949年（昭和24年）新制・神奈川県立湘南高等学校入学。
- 1950年（昭和25年）敗戦後の混乱により父の事業が消滅。鎌倉から神奈川県高座郡海老名町柏ヶ谷に農地を求め一家帰農。
- 1952年（昭和27年）神奈川県立湘南高等学校卒業・受験に失敗。一年間の受験勉強の傍ら、米駐留軍日吉基地にてボウリングのピンボーイとして働く。当時、ボウリングのピンを並べかえる仕事は危険を伴ったため報酬も高かった。
- 1954年（昭和29年）大学入学までの間、神奈川県厚木市南毛利小学校にて助教諭として教弁を執る。
- 1958年（昭和33年）東京農業大学農学部農学科入学。
- 1967年（昭和42年）東京農業大学大学院博士課程修了。
- 1967年（昭和42年）東京農工大学研究生として日高敏隆教授に師事。
- 1970年（昭和45年）北里大学講師として就任。
- 1978年（昭和48年）北里大学教養部　助教授に昇任。
- 1982年（昭和57年）北里大学教養部　教授に昇任。
- 1972年キャンベラ、1980年京都、1984年ハンブルク、1988年バンクーバー、1996年フィレンツェで開催された国際昆虫学会に参加し、カイコ、シリアゲムシ等の行動について発表。
- 1987年 ニュージーランド・マッセイ大学、1991年ニュージーランドハミルトン・ワイカト大学の短期客員教授として有爪動物の研究に従事。
- 1990年 国際野蚕学会の理事として中国瀋陽市で開催された「第一回 国際野蚕研究会議」に協力。
- 2000年（平成16年）定年退職に伴い北里大学名誉教授となる。

## 著書

### 単著
- 昆虫のくらし（学研の図鑑）＜学習研究社＞1974年
- 箱舟の末裔たち〜虫とヒトの比較論〜＜時事通信出版局＞1976年
- 狂ったホモサピエンス〜絶びゆく人間〜＜地産出版＞1978年
- 悪者にされた虫たち＜朝日選書　朝日新聞社＞1980年
- 昆虫ふしぎ読本＜広済堂＞1982年
- いい虫わるい虫＜国土社＞1983年
- はみ出し者の進化論＜光文社＞1984年
- ごきぶり　（松岡重英　絵）＜福音館書店　かがくのとも＞1984年
- タコはいかにしてタコになったか＜光文社＞1985年
- アワビがねじれてサザエになった＜光文社＞1987年
- ゴキブリ、シロアリ、日本人＜徳間書店＞1989年
- 人間は失敗作である＜ブックマン社＞1992年
- 五分の魂〜ファーブルが知らなかった虫の話〜＜平凡社＞1992年
- 小さな命・虫たち（日比野克・写真）＜丸善フォトブック＞1993年
- 動物はなぜ行動しなければならないか＜丸善出版＞1994年
- ミミズは切られて痛がるか〜生きものの気持ちになった生物学〜＜光文社文庫＞1997年
- タコはいかにしてタコになったか〜わからない事だらけの生物学〜＜光文社文庫＞1997年
- アワビがねじれてサザエになった〜やっぱり不思議な生物学〜＜光文社文庫＞1997年
- にたものどうし（U・G サトー　絵）＜福音館書店　かがくのとも＞2000年
- みんなおんなじ　でも　ちがう（得能通弘　写真）＜福音館書店　かがくのとも＞2002年

### 共著
- 無名のものたちの世界I・II（浦本昌紀　他）＜思索社＞1973年
- いろのふしぎ　コドモジュピター（西光寺享　編）＜世界文化社＞
- 動物の行動P132〜P146（日高敏隆　著）＜中山書店＞1976年
- 野外に出て動物と会話する　自然読本　昆虫（日高敏隆　他）　P198〜P210＜河出書房＞1980年
- ツルはなぜ一本足で眠るのか「適応の動物誌」（小原秀雄　他）＜草思社＞1984年
- 松岡正剛監修　情報の足史＜NTT出版局＞1990年
- 奥井一満監修　ディスプレイの情報世界〜シミュレーションと擬態の構造（対談・まえがき・あとがき）＜NTT出版局＞1990年
- 奥井一満監修　ディスプレイの情報世界〜カブキのエソロジー　P176〜P181＜NTT出版局＞1990年
- みつばち〜自然界の幾何学者　（松本零士他）対談・ミツバチと人間P5〜P14花とハチの持ちつ持たれつP93〜P96＜立風書房＞1994年
- ココアはいかが？〜ふしぎなラベルのものがたり〜（油谷勝海　本村功）＜福音館　かがくのとも＞1997年
- 虫たちの秋　自然の楽しみ方（秋）（今森光彦　写真）P88〜P105＜山と渓谷社＞2000年
- 虫たちの春　自然の楽しみ方（春）（今森光彦　写真）P66〜P73＜山と渓谷社＞2001年
- 虫たちの夏　自然の楽しみ方（夏）（今森光彦　写真）P80〜P99＜山と渓谷社＞2001年
- 虫たちの冬　自然の楽しみ方（冬）（今森光彦　写真）P76〜P105＜山と渓谷社＞2000年
- 遊 7月号　特集動物する 人間は失敗作である (松岡正剛ら）P33〜P63,P144＜工作舎＞1982年
- 進化論を愉しむ本　別冊宝島45 (荒俣宏、高橋義人ら）P12〜P23,P152〜P189＜JICC出版局＞1985年

### 翻訳
- シートン動物記〜私の知っている野生動物〜(Seton wild animal i have known)＜暁教育図書＞1978年
- 自然界の調律（昆虫・赤外線・太陽エネルギー）（Tuning in to nature）＜海鳴社＞1980年
- 比較・動物行動学（Comparatire animal behavia）＜共立出版＞1981年

## テレビ出演
- 「11PM」（イレブン・ピーエム）石川弘義　他 ＜NTV＞
- 「テレビファソラシド」　永六輔　他　タモリのタモリズム　（タモリと対談）＜NHK＞1981年2月26日
- 「テレビファソラシド」　永六輔　他　ジャズがやって来た　（加賀美幸子アナウンサーとタモリと対談）＜NHK＞1981年4月11日
- 「テレビファソラシド」　永六輔　他　辞書に不可能はない　（加賀見美子アナウンサーとタモリと対談）＜NHK＞1981年4月18日
- 「どこか違う大人の世界　YOU」成人の日特集糸井重里　青島美幸＜NHK-3ch＞1983年1月15日
- 「キダ・タローです」「はみだしものの進化論」　キダ・タロー＜朝日放送ABC大阪＞1984年10月3日
- 「浪花なんでも」　三枝と枝雀「はみだしものの進化論」桂三枝　桂枝雀＜朝日放送ABC大阪＞1984年11月3日
- 「わくわく動物ランド」＝捕食と防衛＝関口宏他＜TBS＞1984年11月21日
- 「おはよう朝日です」ロマン猿・はみだし者が進化する　乾龍介＜朝日放送ABC大阪＞1985年1月17日
- 「クイズダービー」　大橋巨泉他　（ゲスト解答者）　＜TBS＞1986年9月20日
- 「わくわく動物ランド」　＝嫌われる動物たち＝　関口宏　他＜TBS＞1986年10月22日
- 「野生の王国」　見城美枝子　スペインのエストラマドーラ地方（解説）＜TBS＞1988年6月10日
- 「野生の王国」　見城美枝子　ガラパゴスの自然（解説）＜TBS＞1988年7月2日
- 「野生の王国」　見城美枝子　ボツワナのサブーティ（解説）＜TBS＞1989年1月27日
- 「野生の王国」　見城美枝子　目覚めた鳥　アセンション鳥（解説）＜TBS＞1989年3月10日
- 「もうひとりの家族・我が家のペット」　江戸家小猫　MIE　他　＜NHK-BS＞1990年1月13日
- 「地球SOS　それ行けコロン」相原勇他　＜NHK-3ch＞1992年9月30日
- 「平成ふしぎ探検隊」　ペット動物の逆襲　西田敏行　峰竜太　西村知美他＜テレビ朝日＞1992年11月17日